# Tony Thompson (drummer)
Anthony Terrence Thompson (New York, 15 november 1954 – Los Angeles, 12 november 2003) was een Amerikaanse sessiedrummer, vooral bekend als drummer van The Power Station en lid van Chic.

## Biografie
Thompson groeide op in de middenklasse gemeenschap van Springfield Gardens, in Queens, New York. Zijn moeder kwam uit Trinidad, zijn vader was van Antiguaanse afkomst.
Thompson drumde eerst voor de groep Labelle en maakte daarna korte tijd deel uit van de soul/discoband Ecstasy, Passion & Pain. Dit werd gevolgd door een lange aanstelling bij Chic, waar hij hielp bij het creëren van hits als Dance, Dance, Dance (Yowsah, Yowsah, Yowsah), Le Freak en Good Times. Hij trad ook op met leden van Chic op We Are Family en He's the Greatest Dancer van Sister Sledge en Upside Down en I'm Coming Out van Diana Ross. Na de tijdelijke ontbinding van Chic in 1983, werden Chics voormalige gitarist en bassist Nile Rodgers en Bernard Edwards productieve producenten en Thompsons drumwerk was erg in trek bij hun afnemers. Thompson trad op met tal van artiesten zoals Jody Watley, Madonna (op haar album Like a Virgin uit 1984), Rod Stewart, Robert Palmer en David Bowie.
Thompson was ook lid van de band The Power Station, samen met Robert Palmer en John Taylor en Andy Taylor van Duran Duran. Tijdens het benefietconcert van Live Aid in 1985 viel Thompson in en speelde hij met The Power Station en voegde hij zich bij de overgebleven leden van Led Zeppelin op het podium (samen met Phil Collins) in het John F. Kennedy Stadium. Het gerucht ging dat Led Zeppelin Thompson had uitgenodigd om de drumstoel van wijlen John Bonham te bezetten voor een mislukte reünie. Thompson sloot zich aan bij bands zoals The Distance en Crown of Thorns met Jean Beauvoir (spelen op hun eerste album Crown of Thorns voordat ze de band verlieten en vervolgens vervangen werden door Hawk Lopez). Thompson was ook een van de oprichters van de band That Hideous Strength. Halverwege de jaren 1990 sloot hij zich weer aan bij The Power Station voor hun reüniealbum Living in Fear uit 1996 en de daaropvolgende tournee. Thompsons laatste project heette Non-Toxic, dat hij formeerde met bassist Michael Paige (Crown of Thorns) en gitarist Dave Scott. Thompson stierf voordat hij het eerste album van het project af had.

## Privéleven en overlijden
Tony Thompson overleed in november 2003 op bijna 49-jarige leeftijd aan de gevolgen van nierkanker, twee maanden na de dood van The Power Station-bandgenoot Robert Palmer aan een hartaanval. Thompson was een lid van de band Non-Toxic op het moment van zijn overlijden. Hij werd overleefd door zijn vrouw, twee kinderen en zijn zus Cookie. Op 19 september 2005 werd Thompson, net als zijn voormalig bandlid Bernard Edwards, postuum geëerd, samen met de rest van de Chic-bandleden, door opgenomen te worden in de Dance Music Hall of Fame.
- Bibsys: 7057917
- Gemeinsame Normdatei: 134539451
- International Standard Name Identifier: 0000 0000 5546 4110
- Library of Congress Control Number: n92104815
- MusicBrainz: 4852beb5-3915-4b0c-96fb-9051f56c0de3
- Istituto Centrale per il Catalogo Unico: DDSV159367
- Virtual International Authority File: 18882436
- WorldCat: E39PBJgmHWPmyQR678WDqmHwG3